# Zwak zuur
Een zwak zuur is een zuur dat in water niet volledig ioniseert. De gevormde ionen (protonen en een zuurrest) blijven in evenwicht met het moleculaire zuur:
{\displaystyle \mathrm {HA_{(aq)}\,\leftrightarrow \,H^{+}\,_{(aq)}+\,A^{-}\,_{(aq)}} }
De ligging van het evenwicht wordt bepaald door de grootte van de evenwichtsconstante:
{\displaystyle \mathrm {K_{z}\,=\,{\frac {[H^{+}\,][A^{-}\,]}{[HA]}}} }    
De meeste zuren zijn zwakke zuren, slechts enkele zijn sterk. De meeste organische zuren zijn zwak, met meervoudige gehalogeneerde zuren (zoals trifluorazijnzuur, trichloorazijnzuur) en sulfonzuren (al beschouwt niet iedereen de laatsten als organische zuren) als markante uitzonderingen.

## Voorbeelden
- fosforzuur, H3PO4
- azijnzuur, CH3COOH
- waterstoffluoride, HF
- methaanzuur (mierenzuur);
- propaanzuur (propionzuur);
- chloorzuur (hoewel dit een grensgeval is en het soms bij de sterke zuren gerekend wordt);
- chlorigzuur;
- hypochlorigzuur;
- picrinezuur;
- blauwzuur;
- zwaveligzuur;
- salpeterigzuur;
- waterstofsulfide;
- koolzuur;
- oxaalzuur